# 寿豊郷

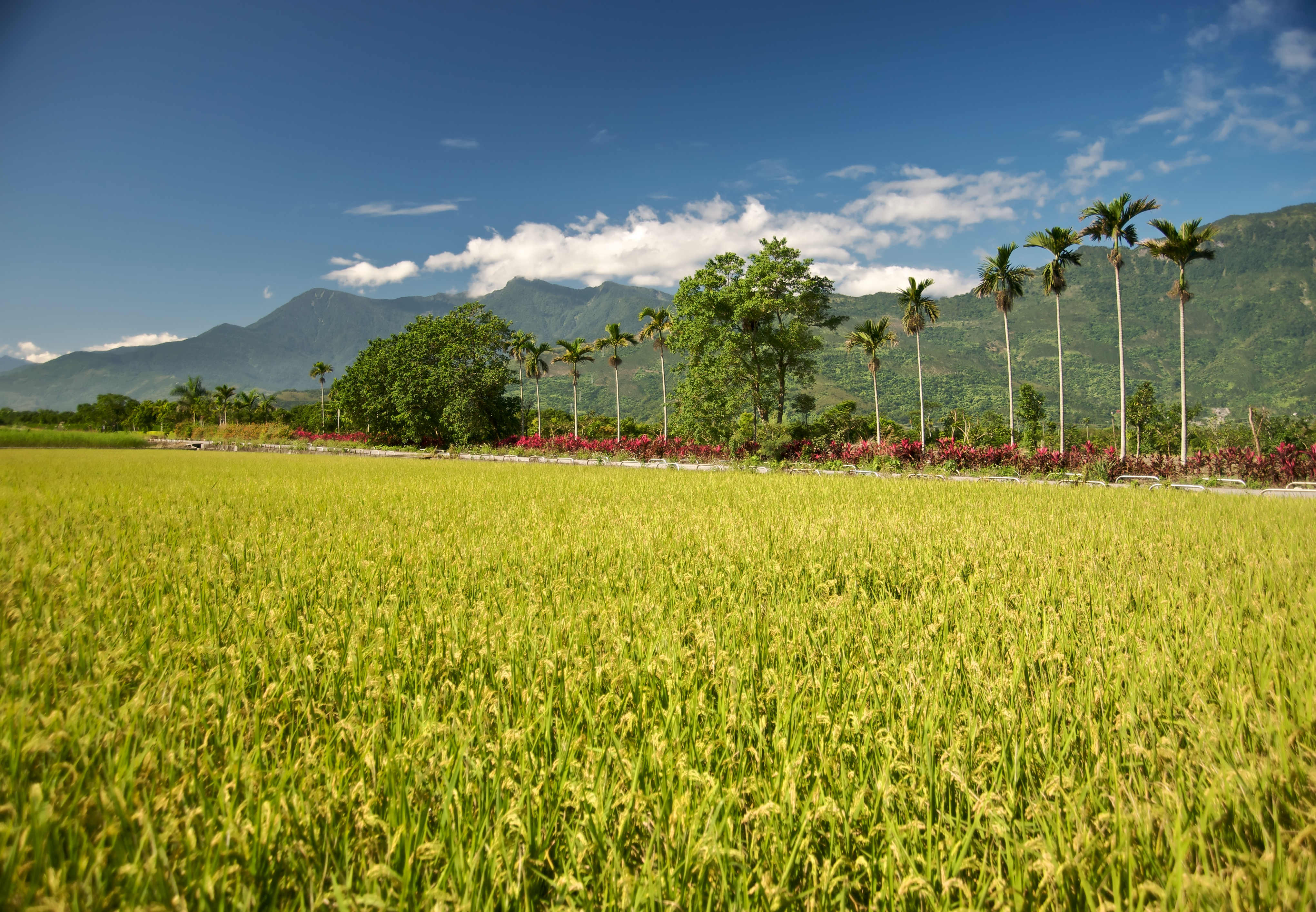
豊里村の稲田と中央山脈

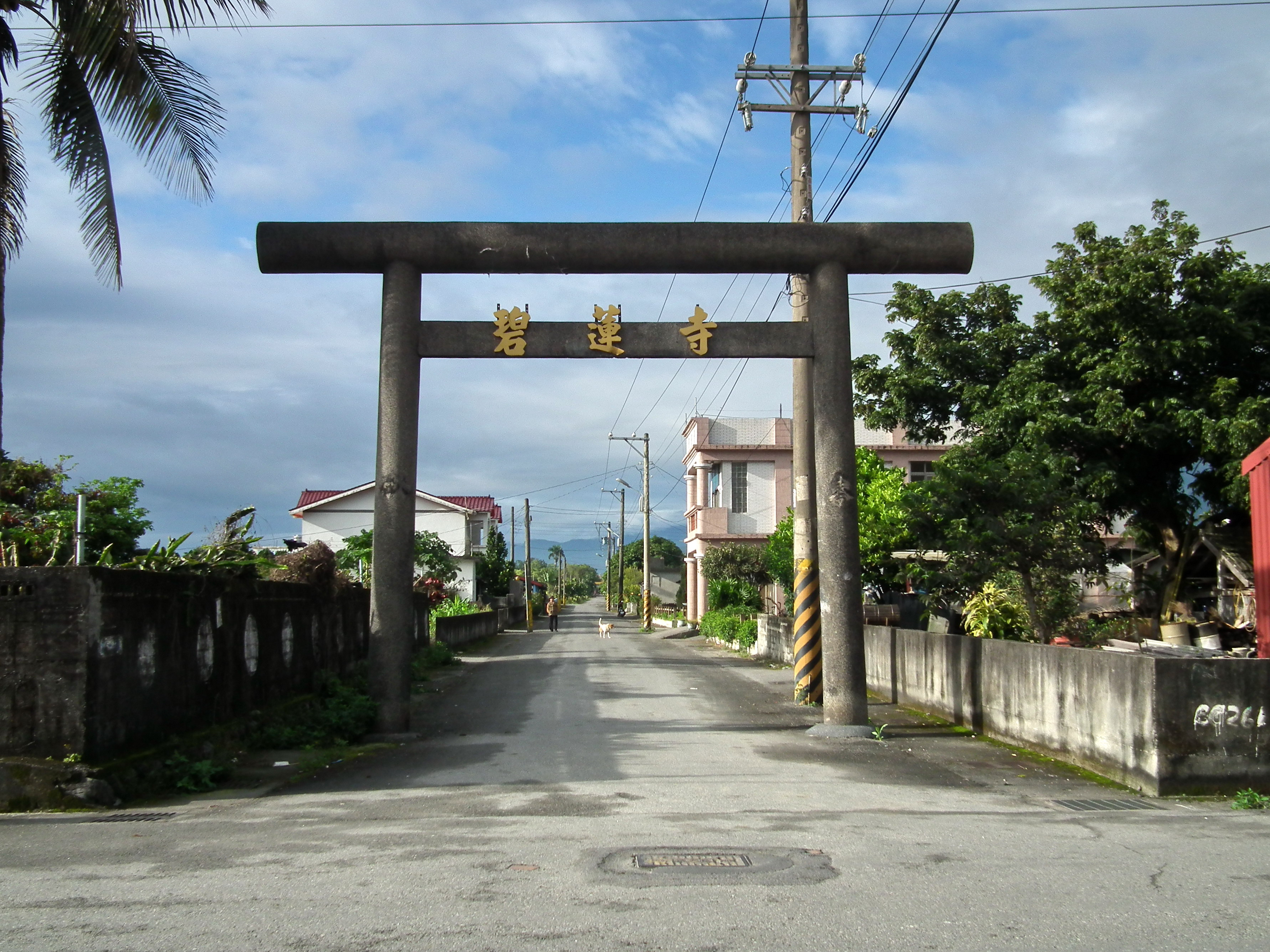
碧蓮寺（旧豊田神社）の鳥居

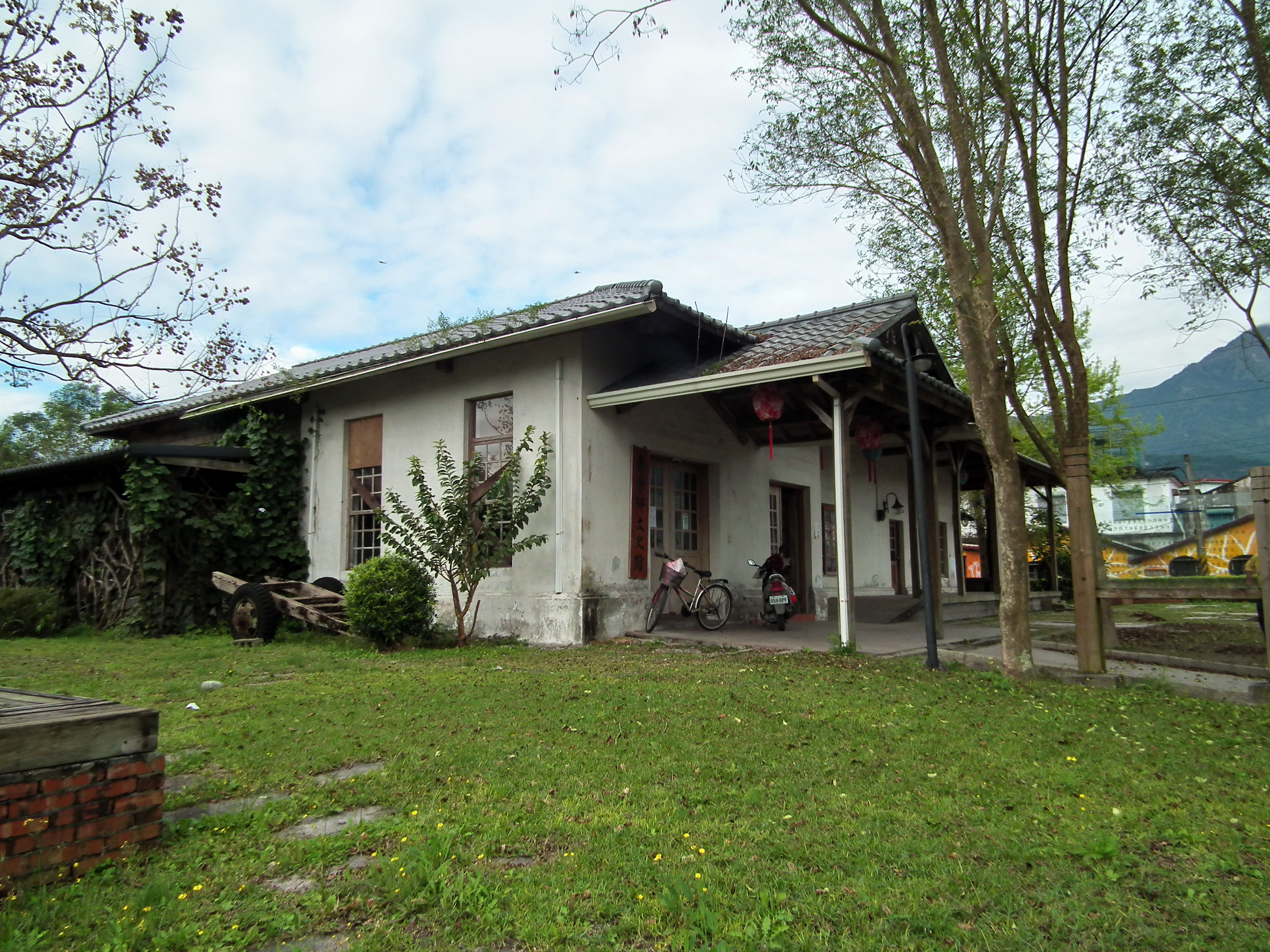
寿豊郷文史館（旧豊田派出所庁舎）

寿豊郷（ショウフォン/じゅほう-きょう）は台湾花蓮県の郷。

## 地理
寿豊郷は花蓮県東部に位置し、北は吉安郷と、西は秀林郷と、西南は万栄郷と、南は鳳林鎮、豊浜郷とそれぞれ接し、東は太平洋に面している。花蓮海洋公園を擁し、観光資源に恵まれている。地形は複雑な構成をしており、西側の中央山脈と東側の海岸山脈に挟まれた花東縦谷により構成されている。郷内には木瓜渓、チャカン渓、荖渓等、花蓮渓支流が流れている。

## 歴史
寿豊郷は古くはアミ族の居住地であり、漢人は明の永暦年間より進出している。本格的な開発は清代からであり、清末には南、中、北三路が設けられ、この地の交通の発展に寄与している。
日本統治時代、台湾総督府により日本人の台湾東部地区への移民が推進され、賀田村、豊田村、林田村の移民集落が設けられ、「寿村」が設置された。1920年の台湾地方制度改制の際に「寿区（ことぶき）」として改編、1937年には「寿庄」と改称され花蓮港庁花蓮郡の管轄とされた。
戦後は「寿」と豊田の「豊」を組み合わせ、花蓮県寿豊郷と改編され現在に至っている。

## 行政区
| 村 |
| --- |
| 寿豊村、共和村、光栄村、平和村、志学村、池南村、水璉村、塩寮村、月眉村、米桟村、豊山村、豊裡村、豊坪村、渓口村、樹湖村 |

## 歴代郷長
| 代 | 氏名 | 任期 |
| -- | ---- | ---- |

## 教育

### 大学
- 国立東華大学

### 技術学院
- 台湾観光学院

### 国民中学
- 花蓮県立寿豊国民中学
- 花蓮県立平和国民中学
- 花蓮県立化仁国中 水璉分校

### 国民小学
| - 花蓮県立寿豊国民小学 - 花蓮県立月眉国民小学 - 花蓮県立水璉国民小学 - 花蓮県立渓口国民小学 | - 花蓮県立豊山国民小学 - 花蓮県立豊裡国民小学 - 花蓮県立平和国民小学 - 花蓮県立志学国民小学 |

### 特殊学校
- 国立花蓮啓智学校

## 交通
| 種別 | 路線名称         | その他                      |
| ---- | ---------------- | --------------------------- |
| 鉄道 | 台東線           | 志学駅 平和駅 寿豊駅 豊田駅 |
| 省道 | 台9線            | 花東公路                    |
| 省道 | 台9丙線          |                             |
| 省道 | 台11線           |                             |
| 県道 | 県道193号 (台湾) |                             |

## 観光
- 鯉魚潭
- 鯉魚山
- 花東縦谷
- 東部海岸国家風景区
- 東部海岸国家風景区
- 塩寮海岸
- 和南寺
- 水璉海岸
- 牛山自然生態保護区
- 池南国家森林遊楽区（中国語版）
- 旧豊田移民村（中国語版）
- 十八号橋
- 立川漁場